# Стрешнєво (платформа, Ризький напрямок МЗ)
Стре́шнєво (рос. Стрешнево) до листопада 2019 — Ленінгра́дська (Ленинградская) — зупинний пункт/пасажирська платформа Ризького напрямку Московської залізниці, у складі лінії МЦД-2. Розташовано у Москві. Отримала назву за Ленінградським шосе, шляхопровід якого проходить біля місця первісного розташування платформ. 1 жовтня 2018 року були відкриті нові платформи ближче до МЦК, а старі закриті. Складається з двох берегових платформ.
Час руху від Ризького вокзалу — 15 хвилин.
Платформа розташована в межах станції. Вхідний світлофор станції Підмосковна по південній колії (з області) знаходиться відразу на схід від платформи, тобто ця платформа знаходиться на перегоні. По північній колії вхідний знаходиться, набагато західніше за платформою Покровсько-Стрешнєво, тобто ця колія і північна платформа знаходяться в межах станції Підмосковна.
З квітня 2015 року, платформа є кінцевою для двох пар ранкових електропоїздів по буднях, що прямують з боку області. Після висадки пасажирів, електропоїзди прямують у тупики на станції Підмосковна.

## Перенесення платформ
Первісно платформи розташувалися біля шляхопроводу Ленінградського шосе над залізничними коліями. Відстань до станції метро «Войковська» складала 400 метрів. Північна платформа була обладнана турнікетами в 2000 р., вхід на місток був тільки з території платформи.
Був тільки один вихід з платформи — у північному напрямку, на 1-й Войковський проїзд. З півдня від платформи проходила сполучна гілка з Малим кільцем МЗ. Тривалий час не використовувалася, а у зв'язку з будівництвом нових платформ колія була розібрана.
Восени 2016 року почалися активні роботи з будування нових платформ станції біля шляхопроводу Малого кільця Московської залізниці. Причиною перенесення платформ було уведення в експлуатацію 10 вересня 2016 року МЦК, інтегрованого в схему Московського метрополітену, для здійснення швидшої пересадки з приміських поїздів на платформу МЦК Стрешнєво.

## Пересадки
- Войковська
- Стрешнєво
- Автобуси 243, 460, 621;
- Трамвай 23, 30, 31

## Ресурси Інтернету
- Розклад електропотягів [Архівовано 29 серпня 2016 у Wayback Machine.]

| Попередня зупинка             | Лінія | Лінія               | Лінія | Наступна зупинка     |
| ----------------------------- | ----- | ------------------- | ----- | -------------------- |
| Червоний Балтієць Підмосковна |       | Ризький напрямок МЗ |       | Покровсько-Стрешнєво |